# Igor Agejev
Igor Agejev – estoński bokser, mistrz Estonii w kategorii lekkiej z roku 2002, 2003, 2004, w kategorii półśredniej z roku 2006 oraz wicemistrz Estonii w kategorii piórkowej z roku 2001.

## Kariera
W listopadzie 2000 reprezentował Estonię na Mistrzostwach Świata Juniorów w Budapeszcie. W kategorii piórkowej odpadł w 1/16 finału, przegrywając z reprezentantem Kataru Yaminem Mohamedem. We wrześniu 2001 startował na Mistrzostwach Europy Juniorów w Sarajewie. Rywalizację zakończył na 1/8 finału, w którym przegrał z Litwinem Mariusem Narkevičiusem. We wrześniu 2002 startował na Mistrzostwach Świata Juniorów na Kubie, gdzie dotarł do 1/8 finału.
W grudniu 2001 był w składzie na mecz międzypaństwowy pomiędzy drużyną Finlandii a Estonii. Przegrał swój pojedynek z Finem Jussi Koivulą, ulegając mu nieznacznie na punkty. W maju 2002 uczestniczył w meczu przeciwko Finlandii, mając za rywala Mikkę Seppä, którego pokonał na punkty.